# Caroline Viau
Caroline Viau (29 ottobre 1971) è un'ex sciatrice alpina canadese paralimpicache ha rappresentato il Canada alle Paralimpiadi Invernali del 1992 vincendo in totale una medaglia d'oro e due medaglie di bronzo..

## Biografia
All'età di cinque anni, Viau ha perso l'avambraccio sinistro in un incidente. In tarda adolescenza è diventata attiva all'interno di varie organizzazioni di aiuto alle persone con disabilità. Per circa otto anni ha lavorato nel dipartimento comunicazioni della War Amps of Canada.
Madre di quattro ragazzi, dopo aver sofferto di depressione a breve termine legata allo stress, nel 2001 Caroline Viau si è presa una pausa dal lavoro. Successivamente ha fatto volontariato presso la loro scuola e nel 2010 ha ripreso a lavorare part-time.
Nel 2017, all'età di 45 anni, Viau ha deciso di proseguire il suo sogno, iniziando una carriera di speaker motivazionale.
Risiede a Bromont.

## Carriera
Alle Paralimpiadi invernali del 1992 a Tignes-Albertville, in Francia, Viau ha vinto una medaglia d'oro nella gara super-G femminile LW5/7,6/8 (con un tempo di 1:17.70, davanti all'atleta ceca Marcela Misunova in 1:21.16 e alla tedesca Dagmar Vollmer in 1:22.18) e due medaglie di bronzo, nella discesa libera LW5/7,6/8 (gara conclusa in 1:14.42) e nello slalom gigante LW5/7,6/8 (tempo realizzato 2:20.28)

## Premi e riconoscimenti
Nel 2013, in riconoscimento della sua straordinaria dedizione verso i suoi coetanei e la sua comunità, è stata insignita della medaglia del giubileo di diamante della regina Elisabetta II.
Nel 2017, Viau ha ospitato la cerimonia di apertura della Conferenza VISTA 2017 a Toronto, in Canada, insieme ad un altro atleta  paralimpico, Rob Snoek.

## Palmarès

### Paralimpiadi
- 3 medaglie:
  - 1 oro (Supergigante LW5/7,6/8 a Tignes 1992)
  - 2 bronzi (discesa libera LW5/7,6/8 e slalom gigante a Tignes 1992)